# Kopaiva

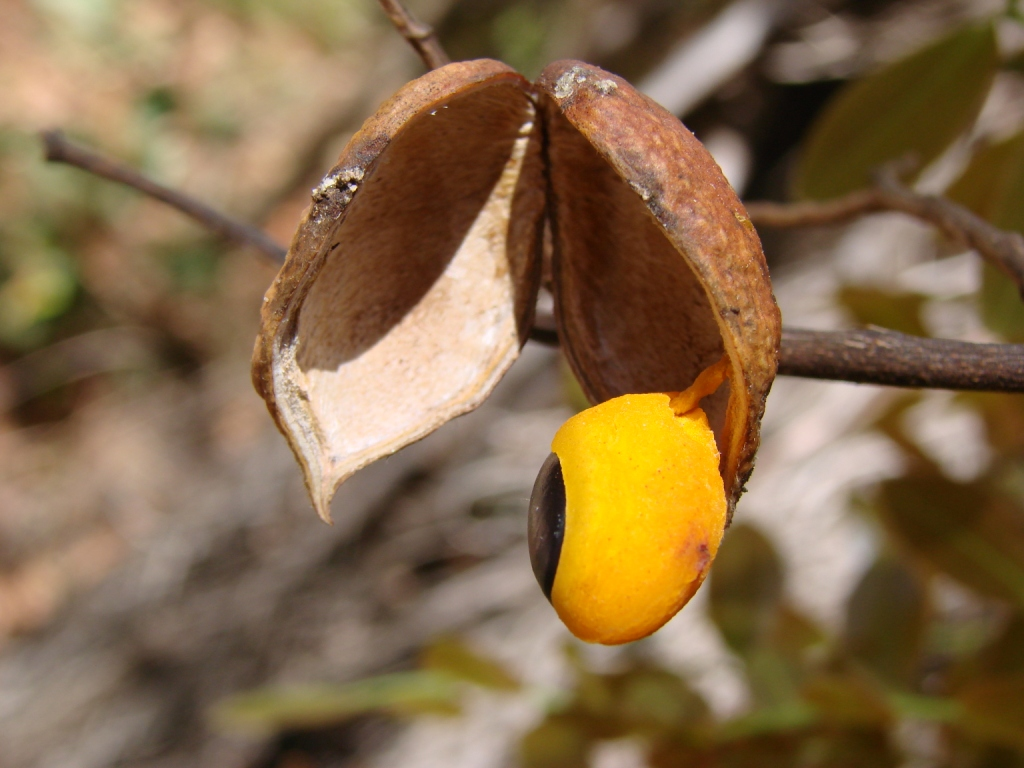
Otevřený plod Copaifera langsdorffii

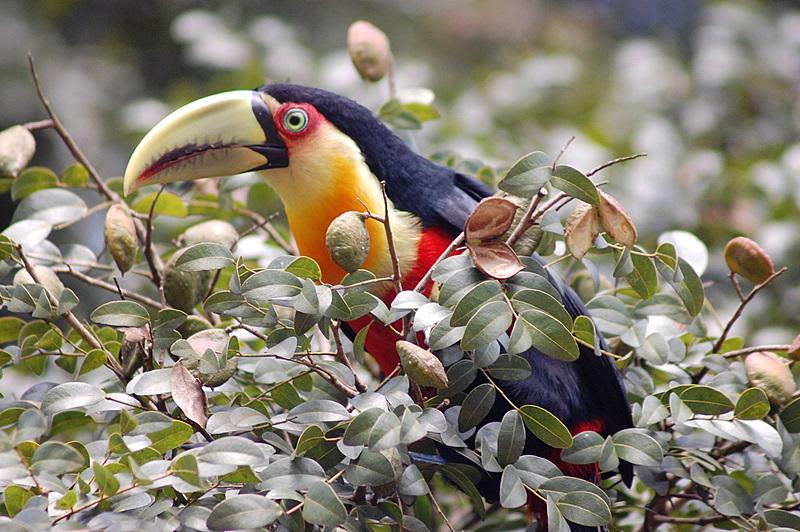
Tukan pestrý na stromě kopaivy

Kopaiva (Copaifera), česky též kopaiba, je rod rostlin z čeledi bobovité. Kopaivy jsou stromy (často mohutné) a keře se zpeřenými listy a hustými květenstvími drobných bezkorunných květů. Vyskytují se v počtu asi 35 druhů v tropech Afriky, Asie i Ameriky. Nejvíce druhů je v Brazílii. Z různých druhů kopaivy se získává tvrdá pryskyřice, známá jako kopál. Některé druhy jsou těženy pro dřevo, jiné mají význam v místní medicíně.

## Popis
Kopaivy jsou keře a stromy. Nejmohutnější druhy dorůstají výšky přes 40 metrů a mají přímý rovný kmen, u paty kmene mívají opěrné pilíře a koruna začíná až ca 25 metrů nad zemí. Listy jsou lichozpeřené nebo sudozpeřené, složené z 1 až mnoha párů vstřícných nebo střídavých lístků, výjimečně jednolisté. Obvykle jsou na ploše průsvitně žláznatě tečkované. Palisty jsou drobné a opadavé. Květy jsou drobné (asi 3 až 5 mm dlouhé), oboupohlavné, přisedlé nebo krátce stopkaté, uspořádané ve dvou řadách v hroznovitých nebo latovitých květenstvích. Kalich je tvořen 4 na bázi srostlými lístky a nahrazuje chybějící korunu. Tyčinek je 8 až 10 (řidčeji více) a jsou volné, s dlouhými nitkami. Semeník je přisedlý nebo stopkatý a obsahuje 2 až 7 vajíček. Čnělka je nitkovitá, zakončená vrcholovou, na konci uťatou bliznou. Lusky jsou obvykle kožovité, okrouhlé až oválné, více či méně pukající 2 chlopněmi. Obsahují 1 až 2 semena s bílým nebo barevným míškem, obklopujícím většinu semene.

## Rozšíření
Rod kopaiva zahrnuje asi 35 druhů. Je rozšířen v tropech téměř celého světa. Největší zastoupení má v tropické Americe, kde roste celkem 30 druhů. V tropické Africe rostou 4 druhy. V tropické Asii se vyskytuje jediný druh, a sice na Borneu. Největší druhová diverzita je v Brazílii. Zástupci tohoto rodu rostou nejčastěji v nížinném deštném lese, a to i na zaplavovaných půdách, dále v sezónně suchých lesích a keřové vegetaci.

## Taxonomie
Některé druhy rodu Copaifera, např. C. ehie či C. demeusei, byly přesunuty do rodu Guibourtia. Do rodu Copaifera byl také v minulosti řazen druh Colophospermum mopane (mopan), dnes řazený do samostatného monotypického rodu.

## Význam
Nejznámějším produktem dřevin tohoto rodu je kopál, recentní nebo polofosilní pryskyřice používaná zejména k výrobě velmi kvalitních a trvanlivých laků a hlubotiskových fermeží a v malířství. Kopál je dosti tvrdý a má poměrně vysoký bod tání. Získává se buď nařezáváním živých stromů nebo sběrem polofosilní pryskyřice v místech, kde tyto stromy dříve rostly. Z amerických druhů poskytuje kopál zejména Copaifera langsdorffii, C. officinalis, C. reticulata, C. multijuga, C. guyanensis a C. martii.
Dřevo kopaivy je tvrdé, houževnaté, dobře opracovatelné a zpravidla rovné. Je používáno na stavbu mostů a lodí a v truhlářství. Dřevo afrického druhu C. salikounda je obchodováno pod jménem etimoé, dřevo amerických druhů C. martii a C. reticulata jako cupay.
Druhy Copaifera officinalis a C. langsdorffii jsou v tropické Americe používány v místní medicíně.